# Shards of Alara
Shards of Alara – dodatek do gry Magic: The Gathering, pierwszy w Bloku Alary. Premiera miała miejsce 3 października 2008 roku.

## Fabuła dodatku
Wskutek starożytnego kataklizmu, świat Alary podzielił się na 5 mniejszych planów („Shards”). Każdy z nich skupia się na jednym głównym kolorze i dwóch sprzymierzonych. Dodatek ten cechuje bardzo duża liczba kart wielokolorowych. Blok Shards of Alara jest bardzo podobny do bloku Ravnica: City of Guilds.
| Nazwa planu (shardu) | Podstawowy kolor | Pozostałe kolory   | (Słowa kluczowe) Mechaniki                               | Dominujący typ stwora           | Planeswalker                  | Projektant                                 |
| -------------------- | ---------------- | ------------------ | -------------------------------------------------------- | ------------------------------- | ----------------------------- | ------------------------------------------ |
| Bant                 | Biały            | Zielony Niebieski  | Exalted                                                  | Angel, Rhox, Aven, Human        | Elspeth, Knight-Errant        | Brian Tinsman, Ken Nagle, Mark Rosewater   |
| Esper                | Niebieski        | Biały Czarny       | Wszystkie stwory są artefaktyczno-kolorowe               | Human, Sphinx, Vedalken         | Tezzeret, the Seeker          | Mark Rosewater, Mark Globus, Mark Gottlieb |
| Grixis               | Czarny           | Niebieski Czerwony | Unearth                                                  | Demon, Zombie, Human, Skeleton  | Nicol Bolas (dodatek Conflux) | Devin Low, Erik Lauer, Brian Tinsman       |
| Jund                 | Czerwony         | Czarny Zielony     | Devour                                                   | Dragon, Goblin, Human, Viashino | Sarkhan Vol                   | Bill Rose, Mark Globus, Mike Turian        |
| Naya                 | Zielony          | Czerwony Biały     | Różne bonusy za kontrolowanie stwora z siłą 5 lub więcej | Human, Beast, Elf, Leonin       | Ajani Vengeant                | Ken Nagle, Mark Rosewater, Mike Turian     |

## Zmiany
- Wraz z premierą rozszerzenia, w życie weszły zmiany w polityce wydawniczej i dystrybucji gry Magic: the Gathering. Począwszy od bloku Alary, wszystkie następne rozszerzenia gry będą zawierały mniejszą liczbę kart niż dotychczas. Spowodowane jest to zbyt dużą liczbą legalnych turniejowo kart w formacie ‘Standard’.
- Do użytku wszedł nowy podział kart ze względu na rzadkość występowania. W boosterach oprócz dotychczasowych kart Rare, Uncommon i Common, będzie można znaleźć Mythic Rare. Nowy typ karty znajduje się średnio w 1 boosterze na 8. Kartę Mythic Rare rozpoznać można po pomarańczowym kolorze znaczka edycji.
- W boosterach, miejsce jednej karty common zajmie 1 karta typu Basic Land
- Talie tematyczne zostają zastąpione Intro Packami(Taliami Wprowadzającymi). Talie te zawierają 41 określonych kart oraz 1 booster.